# 회룡역
회룡역(回龍驛, Hoeryong station)은 경기도 의정부시 호원동에 있는 수도권 전철 1호선과 의정부 경전철의 환승역이다. 2014년 12월 6일에 통합역사가 준공되었다.

## 역사
- 1986년 9월 2일 : 배치간이역으로 영업 개시[1]
- 1994년 1월 10일 : 무배치간이역으로 격하 (을종승차권대매소로 지정)[2]
- 2005년 12월 21일 : 동묘앞역 개업으로 1호선 역번호가 112에서 111로 변경
- 2012년 7월 1일 : 의정부 경전철 개통으로 환승역이 됨, 통합역사 임시 개통
- 2014년 12월 6일 : 통합역사 정식 개통

## 역 구조
출구는 5개다.

### 1호선 승강장
2면 2선의 상대식 승강장이 있는 지상역이며, 스크린도어가 설치되어 있고, 현재 통합 역사가 완공되었기 때문에 기존 승강장의 일부는 사용되지 않고 있으며 임시 가설된 승강장은 철거되었다.
| ↑망월사 |
| \| １   |
| 의정부↓ |

| 1 | ● 수도권 전철 1호선 | 의정부 · 양주 · 동두천 · 연천 방면 (일반, 급행)                 |
| 2 | ● 수도권 전철 1호선 | 도봉산 · 광운대 · 구로 · 인천 · 수원 · 서동탄 방면 (일반, 급행) |

### 의정부경전철 승강장
2면 2선의 상대식 승강장이 있는 지상역이며, 스크린도어가 설치되어 있다. 발곡 방면 승강장은 경원선 회룡역과 연결되어 있다.
| 발곡↑ |
| \| 상 |
| ↓범골 |

| 상행 | ● 의정부 경전철 | 발곡 방면                                              |
| 하행 | ● 의정부 경전철 | 의정부시청, 경기도청북부청사, 차량기지 임시승강장 방면 |

## 역 주변
- 국민은행 회룡역지점
- 동암초등학교
- 롯데마트 장암점
- 발곡고등학교
- 발곡중학교
- 발곡초등학교
- 신한은행 장암점
- 양주축산농협 호동지점
- 우리은행 회룡역지점
- 의정부농협 회룡역지점
- 의정부시종합사회복지관
- 의정부자전거주차장
- 의정부어린이도서관
- 장암초등학교
- 호동초등학교
- 호원중학교
- 호원초등학교
- 호원2동 행정복지센터
- 회룡역 공영(환승)주차장
- 회룡사
- 경인지방병무청 경기북부병무지청
- 경기도북부지방경찰청 지하철경찰대

## 이용객 변동
| 노선  | 노선 | 일평균 인원수 (명/일) | 일평균 인원수 (명/일) | 일평균 인원수 (명/일) | 일평균 인원수 (명/일) | 일평균 인원수 (명/일) | 일평균 인원수 (명/일) | 일평균 인원수 (명/일) | 일평균 인원수 (명/일) | 일평균 인원수 (명/일) | 일평균 인원수 (명/일) | 각주                  | 각주                  | 각주  |
| 노선  | 노선 | 2000년                | 2001년                | 2002년                | 2003년                | 2004년                | 2005년                | 2006년                | 2007년                | 2008년                | 2009년                | 각주                  | 각주                  | 각주  |
| ----- | ---- | --------------------- | --------------------- | --------------------- | --------------------- | --------------------- | --------------------- | --------------------- | --------------------- | --------------------- | --------------------- | --------------------- | --------------------- | ----- |
| 1호선 | 승차 | 8,545                 | 15,654                | 16,477                | 17,932                | 15,895                | 15,177                | 15,057                | 16,342                | 17,114                | 17,222                | [ 3 ]                 | [ 3 ]                 | [ 3 ] |
| 1호선 | 하차 | 6,893                 | 10,978                | 11,523                | 18,593                | 13,362                | 13,100                | 13,061                | 14,102                | 14,422                | 14,512                | [ 3 ]                 | [ 3 ]                 | [ 3 ] |
| 노선  | 노선 | 일평균 인원수 (명/일) | 일평균 인원수 (명/일) | 일평균 인원수 (명/일) | 일평균 인원수 (명/일) | 일평균 인원수 (명/일) | 일평균 인원수 (명/일) | 일평균 인원수 (명/일) | 일평균 인원수 (명/일) | 일평균 인원수 (명/일) | 일평균 인원수 (명/일) | 일평균 인원수 (명/일) | 일평균 인원수 (명/일) | 각주  |
| 노선  | 노선 | 2010년                | 2011년                | 2012년                | 2013년                | 2014년                | 2015년                | 2016년                | 2017년                | 2018년                | 2019년                | 2020년                | 2021년                | 각주  |
| 1호선 | 승차 | 17,323                | 17,648                | 17,002                | 16,503                | 16,705                | 14,116                | 13,562                | 13,055                | 12,699                | 13,357                | 10,094                | 10,404                | [ 3 ] |
| 1호선 | 하차 | 14,667                | 15,079                | 15,152                | 15,232                | 15,680                | 13,414                | 13,017                | 12,609                | 12,350                | 12,937                | 9,922                 | 10,354                | [ 3 ] |

## 사진

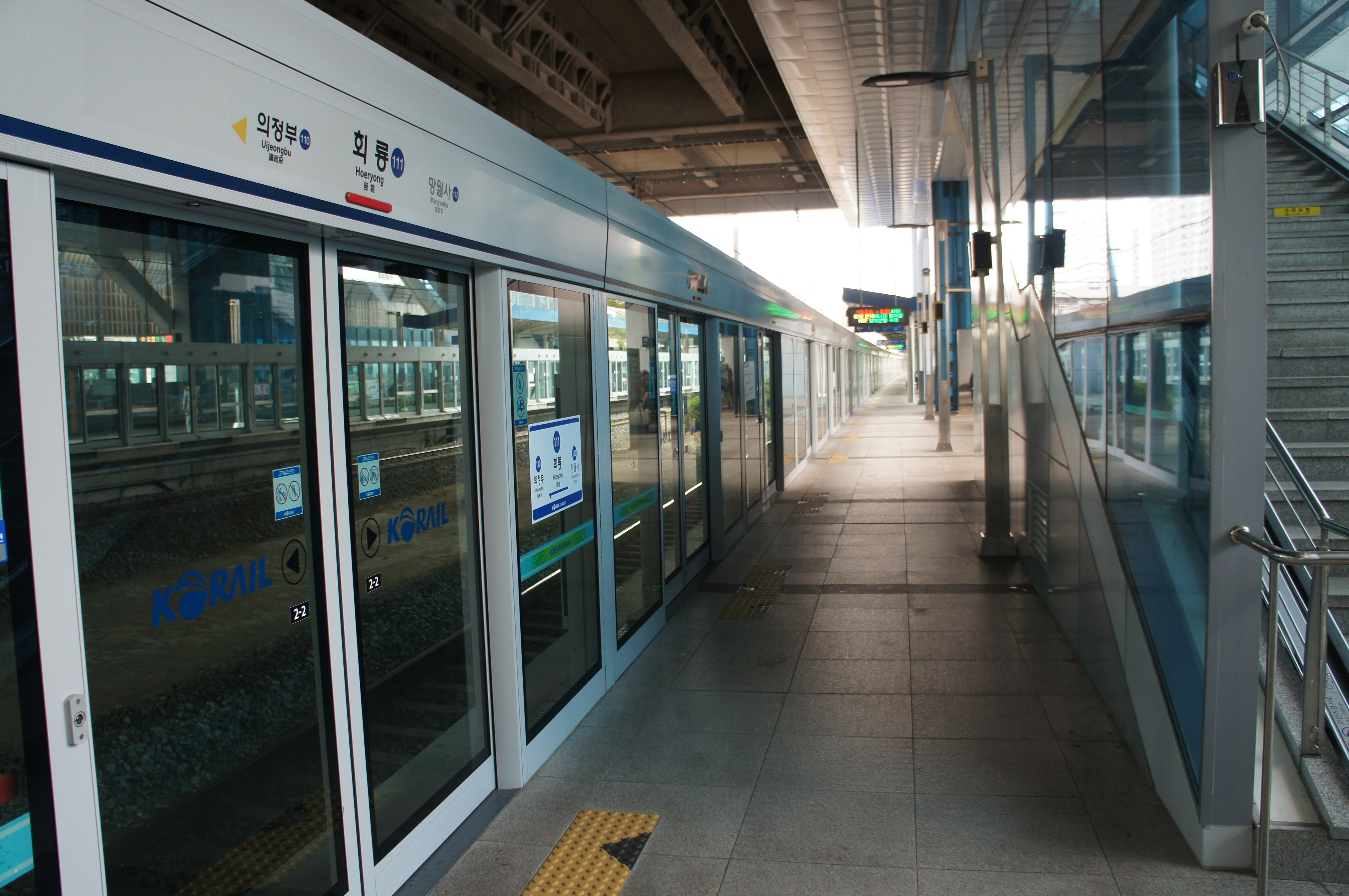
승강장
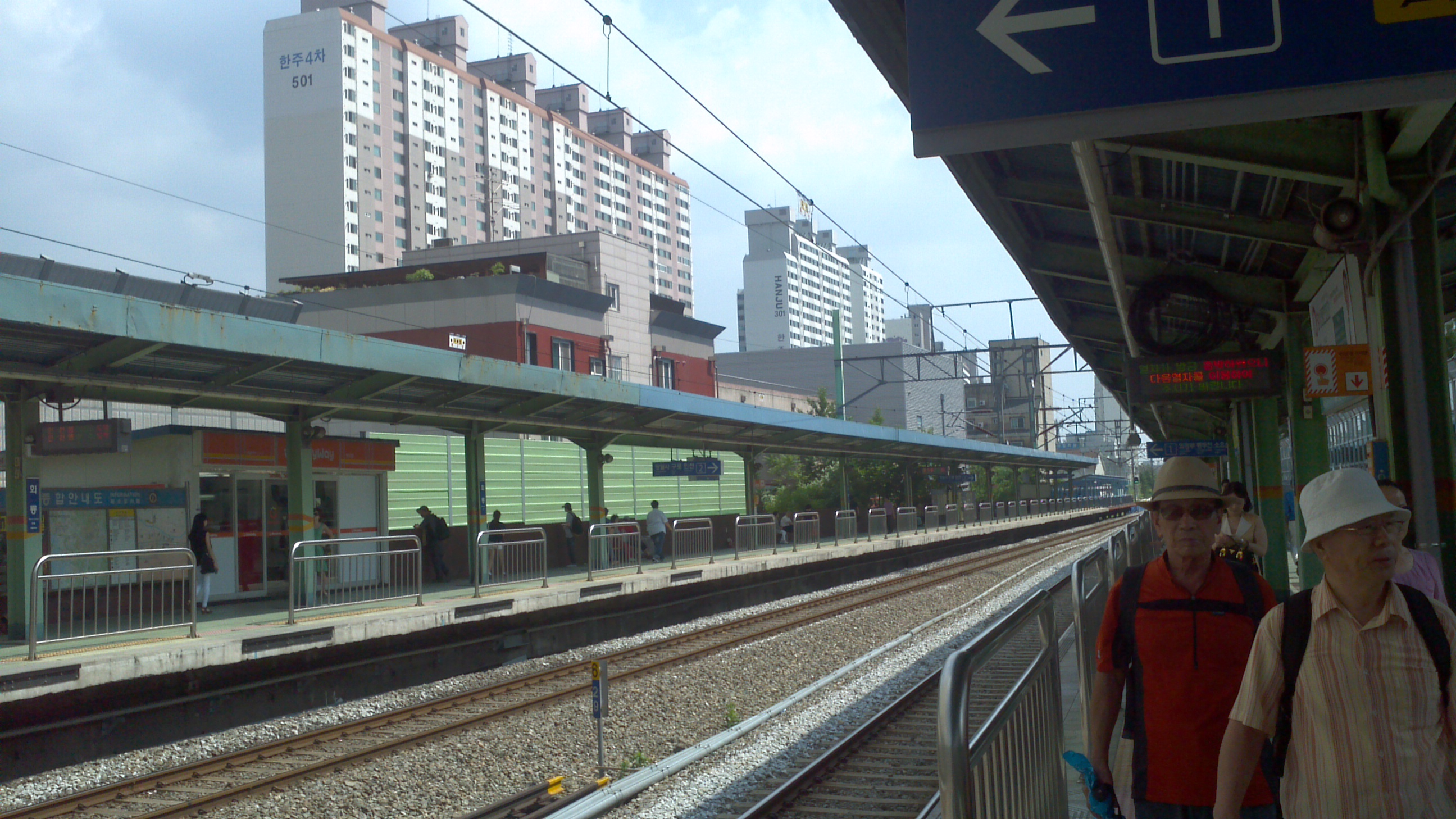
승강장 (망월사역 방향, 스크린도어 설치 전)
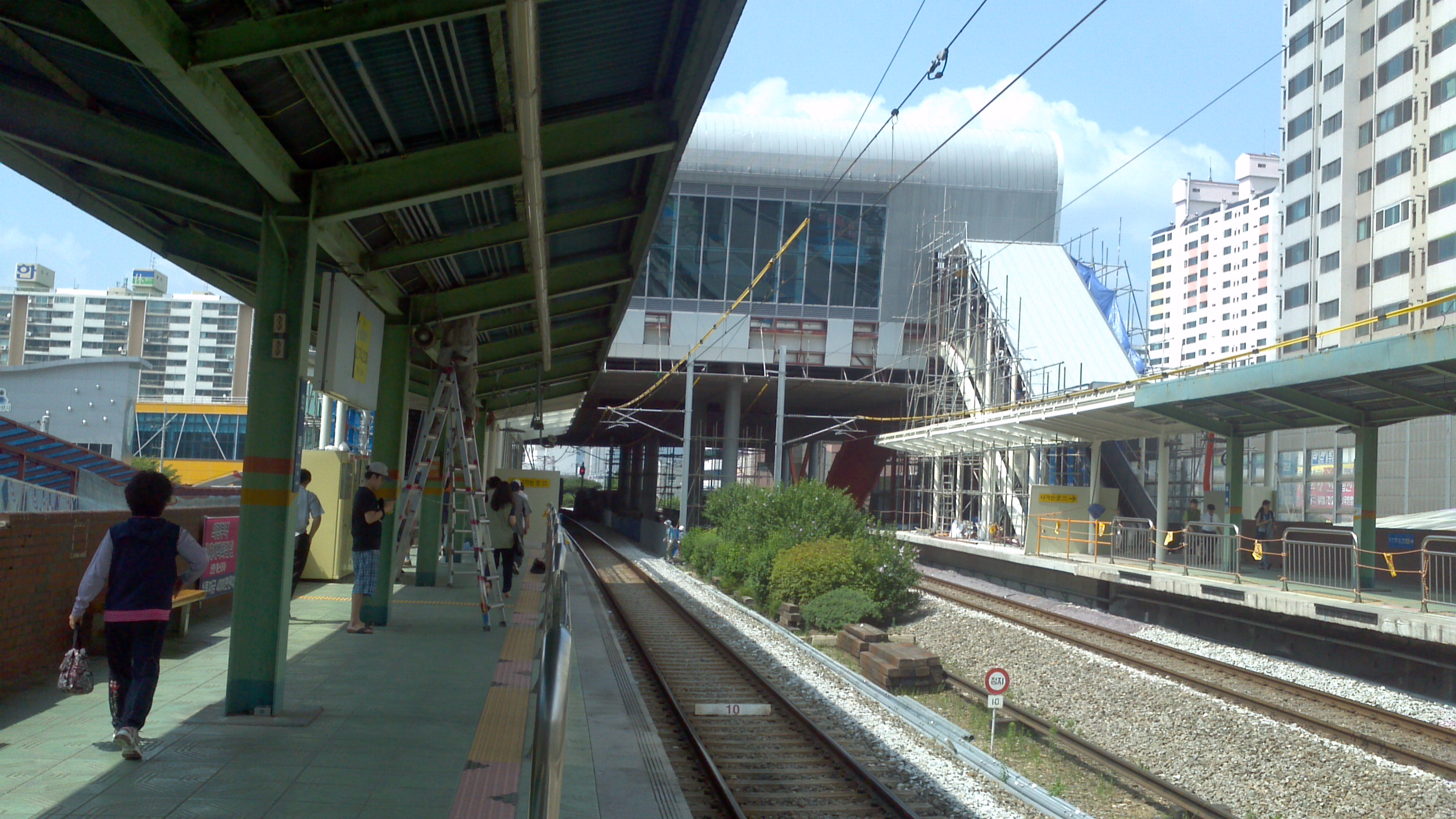
승강장 (의정부역 방향, 스크린도어 설치 전)
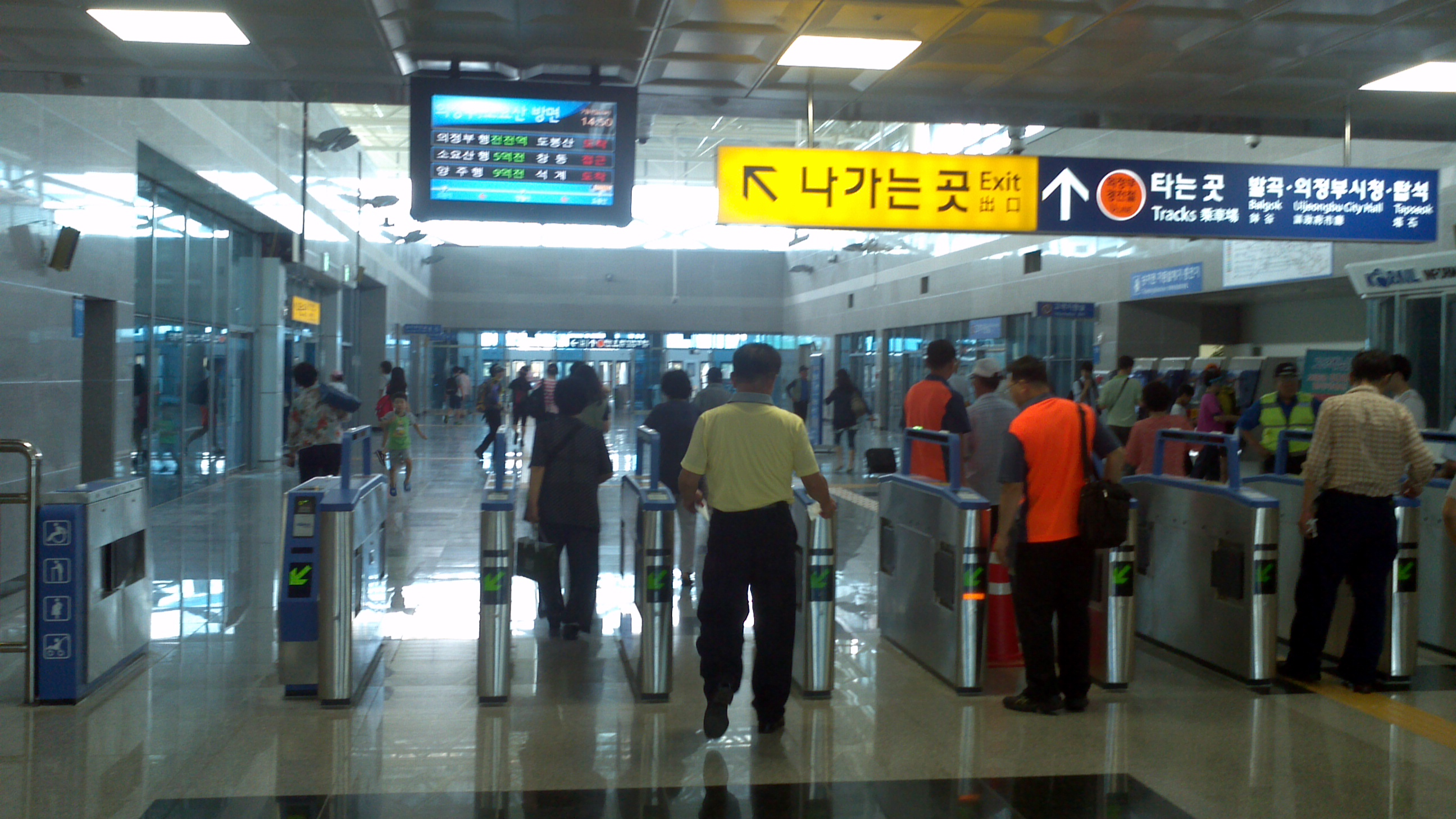
환승 통로&대합실(1호선)
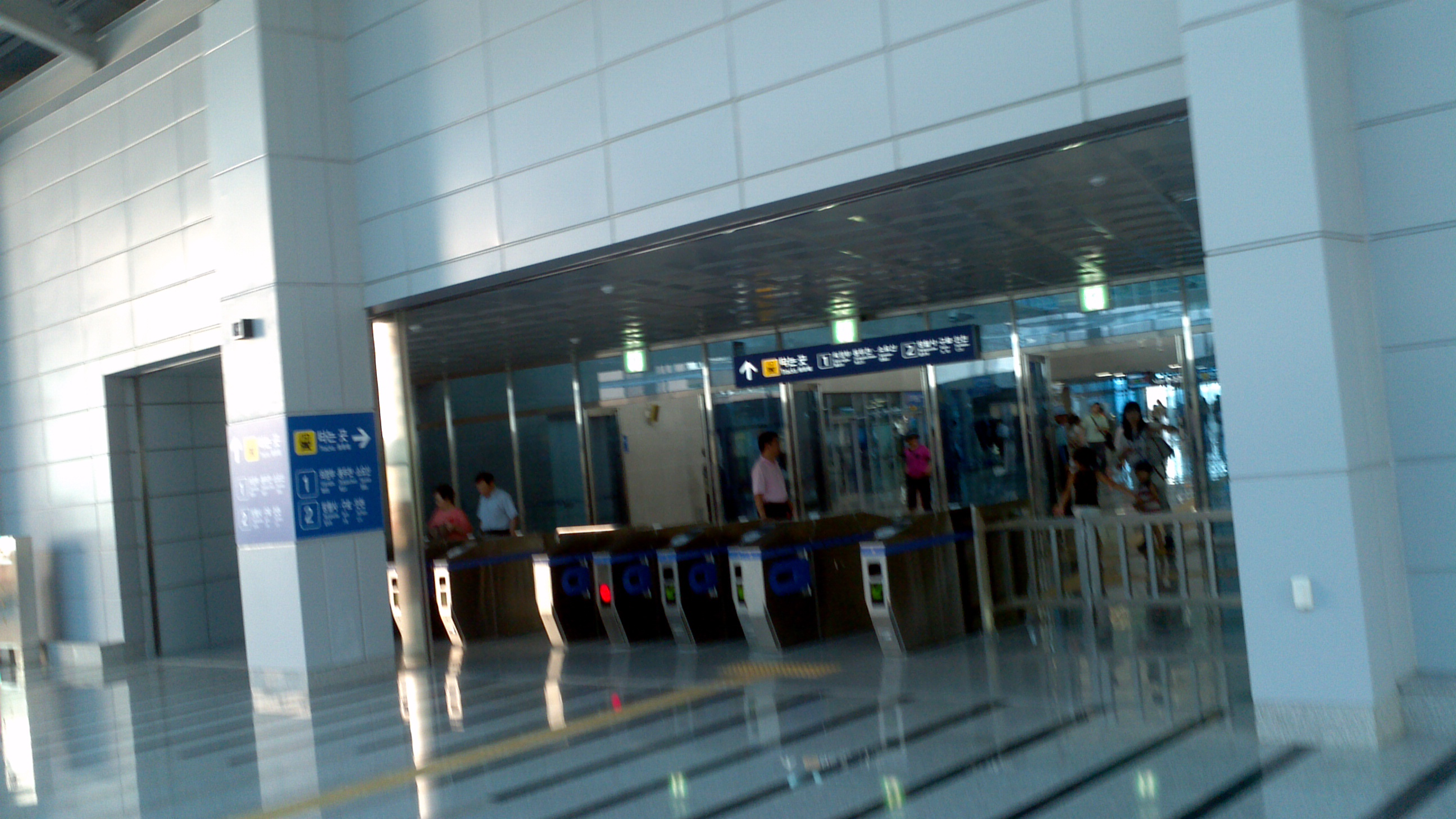
환승 통로 (1호선 방향)

## 인접한 역
| 경원선                      | 경원선                                           | 경원선                             |
| --------------------------- | ------------------------------------------------ | ---------------------------------- |
| 110 의정부 연천 방면 미운행 | ● 수도권 전철 1호선 경원-경인선 완행 경부선 완행 | 112 망월사 인천 방면 서동탄 방면   |
| 110 의정부 동두천 방면      | ● 수도권 전철 1호선 경원선 급행                  | 113 도봉산 인천 방면 광운대 방면   |
| 의정부 경전철               |                                                  |                                    |
| U110 발곡 방면              | ● 의정부 경전철                                  | U112 범골 차량기지 임시승강장 방면 |